# Manjimup
Manjimup è una città situata nella regione di South West, in Australia Occidentale; essa si trova 300 chilometri a sud di Perth ed è la sede della Contea di Manjimup. Al censimento del 2006 contava 4.239 abitanti.